# La stanza delle parole
La stanza delle parole è un film del 1990 diretto da Franco Molè, remake del film Henry & June del 1990 diretto da Philip Kaufman.

## Trama
La scrittrice e pittrice, Anais Nin, conosce il famoso scrittore Henry Miller, sposato con June. Il loro rapporto è ambiguo perché Anais è conquistata dal fascino di June. Anais, confessa il suo sentimento per June ad Henry, ma lui le confessa che tutti e due sono innamorati di lei.